# Domnișoara de Scuderi (film)
Domnișoara de Scuderi (titlul original: în germană Das Fräulein von Scuderi) este un film dramatic est-german, realizat în 1955 în colaborare cu studioul suedez Pandora-Film din Stockholm, de regizorul Eugen York, după nuvela omonimă de factură polițistă din 1820 al scriitorului E.T.A. Hoffmann, protagoniști fiind actorii Henny Porten, Willy A. Kleinau, Anne Vernon și Roland Alexandre.

## Rezumat
Paris în secolul al XVII-lea. Orașul este îngrozit de o serie de crime odioase. Criminalul caută bijuterii valoroase și nimeni care le poartă noaptea pe stradă, nu este cruțat. Șeful Suprem al Curții impune o interzicere a circulației pe timp de noapte, aducând astfel sub control nobilimea rebelă. Dar domnișoara de Scuderi, o poetă apreciată la curte, face de râs măsurile luate de poliție cu versuri satirice iar în semn de recunoștință primește de la criminal o bijuterie valoroasă.
Calfa Olivier, care l-a descoperit pe ucigaș în stăpânul său, celebrul aurar al curții, Cardillac, destăinuie cazul domnișoareiei. Din dragoste obsesivă pentru creațiile sale de artă, aurarul a devenit un criminal, pentru a primi înapoi bijuteriile făurite de el. Cu ajutorul domnișoarei Scuderi, cazul este rezolvat, dar pentru a evita un scandal la tribunal, Olivier și iubita sa Madelon, fiica lui Cardillac, trebuie să părăsească orașul.

## Distribuție
- Henny Porten – domnișoara de Scuderi
- Willy A. Kleinau – Cardillac
- Anne Vernon – Madelon, fiica sa
- Roland Alexandre – Olivier Brusson
- Angelika Hauff – St. Croix
- Richard Häussler – Miossens
- Mathieu Ahlersmeyer – Ludovic al XIV-le
- Dorothea Wieck – doamna de Maintenon
- Alexander Engel – La Regnie
- Hans-Peter Thielen – Degrais
- Johannes Arpe – Louvois
- Barbro Hiort af Ornäs – La Matiniere
- Pat Svenson – o curtezană
- Ruth Arnim – o curtezană
- Alf Östlund – directorul teatrului
- Gerd Frickhöffer – De la Fare
- Karl Block – escrocul
- Käte Alving – Nanette
- Egon Brosig – hofmeisterul curții
- Hansjoachim Büttner – fratele Menardus
- Wolf von Beneckendorff – Der Mickrige
- Charlotte Brummerhoff – o curtezană
- Willi Endresser – un oficial
- Georg Helge – un polițist
- Ingeborg Haverkamp – o damă
- Hella Jansen – o damă
- Heinz Kammer – un polițist
- Inge Kanzler – Denise
- Gisela Kugland – o damă
- Hannelore Lottis – servitoarea Suzette
- Mario Lerch – Colani, tenor
- Karin Luesebrink – o curtezană
- Eva Lochmeier – o curtezană
- Martin Rosen – servitorul Miossens
- Kurt Rackelmann – Clochard
- Erdmann Rafalsky – un polițist
- Eva Sanden-Mandel – o prostituată
- Elisabeth Süssenguth – Canton
- Paul Streckfuß – cetățeanul la fereastră
- Ruth Scheerbarth – o prostituată
- Rudolf Schröder – Baptiste
- Axel Triebel – un curtean
- Rolf Weih – administratorul fiscal
- Hans Wehrl – medicul poliției
- Maria Wendt – mama
- Heinz Keuneke – un deținut
- Kurt Rust – un polițist
- Günter Klostermann – un polițist
- Wilhelm Richter – birtașul
- Christl Fischer – o cetățeană
- Hilma Schluter – femeia la fereastră
- Jean Brahn – soțul
- Georg Soboleff – un curtean
- Ursula Budin – o damă
- Bruno Atlas-Eising – vizitiul
- Ulrich Wenzel – un curtean
- Lutz Brunner – un curtean
- Hermann Kirstein – dirijorul